# زیردریایی یو-۱۰۵۹
زیردریایی یو-۱۰۵۹ (به انگلیسی: German submarine U-1059) یک زیردریایی بود که طول آن ۷۷٫۶۳ متر (۲۵۴ فوت ۸ اینچ) بود. این زیردریایی در سال ۱۹۴۳ ساخته شد.